# Lobo (DC Comics)
Pour les articles homonymes, voir Lobo.
Lobo est un personnage de comics appartenant à l’univers DC. C'est un mercenaire extraterrestre violent jusqu'à l'absurde. Cet anti-héros a été imaginé par le dessinateur Keith Giffen et le scénariste Roger Slifer.

## Le personnage
Lobo est un Czarnien qui possède une force exceptionnelle et des super-pouvoirs. Il a toujours été un voyou aimant la violence gratuite et faisant usage de drogues. Tuer est pour lui une fin en soi. Son surnom est d'ailleurs Khundian : « celui qui dévore vos entrailles et aime ça ». Il est arrogant, égocentrique et cherche uniquement à satisfaire ses besoins les plus primaires.
Il est le dernier des Czarniens, son peuple d'origine, tous tués par un insecte mortel qu'il a lui-même créé. La planète Czárnia était pourtant un modèle d'harmonie et de paix dans toute la galaxie. Elle ne connaissait pas de guerres et la mort n'était pas une fatalité, puisque presque tous ses habitants étaient éternels. Ils se reproduisaient au moyen de clones créés à base d'une simple goutte de sang. Mais Lobo est une anomalie : à peine né, il dévore les doigts de la sage-femme et tue les médecins.
Après avoir quitté sa planète, Lobo devient un chasseur de primes redouté, acceptant toutes les missions, souvent dangereuses mais parfois pitoyables. 
Tout, chez Lobo, est dans la démesure : sa brutalité, son vocabulaire, son humour gras, son immoralité, sa misogynie. Keith Giffen, ainsi que les dessinateurs qui lui ont succédé, le représentent de manière outrancière et tout dans la série est risible car exagéré. Lobo a malgré tout une éthique : une fois donnée, il ne reprend pas sa parole.
Il a pour ennemis Superman, Vril Dox, Bludhound, Etrigan, General Glory, Goldstar .

## Histoire éditoriale
Il fait sa première apparition chez DC Comics dans la série Omega Men en 1983. D'abord conçu comme une parodie de Wolverine de l'univers Marvel, il est victime de son succès. À la fin du cycle des Omega Men en 1988, Lobo devient un personnage régulier de l'équipe L.E.G.I.O.N et de celle qui suit, R.E.B.E.L.S, jusqu'en 1990. Il apparaît ensuite dans sa propre série, Lobo: The Last Czarnian, réalisée par Simon Bisley (dessin) et Alan Grant (scénario).
Ils le feront alors évoluer dans plusieurs mini-séries et des numéros spéciaux tels que Lobocop (une parodie de RoboCop), Blazing Chain of Love où il prend un travail dans un harem, Paramilitary Christmas Special où il est engagé par le lapin de Pâques pour tuer le Père Noël et dans Unamerican Gladiator. 
Dans le volume 5 des Omega Men, Le Couronnement de Kalista, Lobo dit qu'il est le dernier de la race des Vélorpiens, et non des Czarniens. Mais ceci ne concerne peut-être que la version française de ce comics.
Dans le volume 10 des Omega Men La Mort d'un Psion, Lobo explique comment il s'est retrouvé être le dernier de sa race et ce récit diffère sensiblement de la version actuelle qui veut que Lobo aurait lui-même exterminé son peuple.
En effet, Lobo explique aux Omega Men qu'il y a longtemps son peuple devenant toujours plus nombreux à cause de leur mode de reproduction qui en fait est une multiplication des individus, leurs ressources se mirent à baisser rapidement. Les Vélorpiens devinrent de plus en plus cupides ce qui les poussa à accepter une offre des Psions. Les Psions payèrent le droit d'étudier grâce à l'une de leurs machines le processus de duplication des Vélorpiens. En fait, ils créèrent un appareil capable de simuler technologiquement la duplication des Vélorpiens. Satisfaits d'êtres payés, les Vélorpiens ne demandèrent pas pourquoi les Psions voulaient une telle machine.
Il s'est avéré plus tard que les Psions redoutaient que les Vélorpiens ne deviennent trop nombreux et soient contraints d'émigrer vers d'autres planètes. De ce fait, ils auraient tôt ou tard rencontré les Psions qui redoutaient de devoir mener un combat quasiment perdu d'avance contre un peuple qui pour chaque mort donne cent nouveaux soldats. Les Psions créèrent donc un virus génétique qui fut introduit sur le monde-patrie des Vélorpiens. Ce virus avait pour effet de rendre les Vélorpiens stériles. À leur mort, la multiplication avait bien lieu mais chaque "œuf sur la chose-mère" donnait un mort-né.

### Cross-over
Pendant cette période et jusqu’à la fin de ses séries régulières, il fait des apparitions dans d'autres publications DC ; il participe également à des crossover avec des personnages d'autres éditeurs comme The Mask (Dark Horse Comics), Judge Dredd (Fleetway) ou The Authority (Wildstorm). 
Lors du crossover DC vs. Marvel, il se bat contre Wolverine et perd le combat à la suite du vote des lecteurs. À la même occasion, dans un one shot de l'univers Amalgam découlant du crossover, il devient Lobo the Duck, délirante fusion avec Howard the Duck de Marvel Comics.
Dans Injustice : Les dieux sont parmi nous année 1, Lobo revient sur terre afin de tester Superman et sa motivation. Il sera engagé par ce dernier afin de traquer et capturer Harley Quinn.
À la suite d'une rencontre avec Green Arrow et Black Canary, Lobo sera capturé par Harley qui le ramènera à Arkham afin de lui faire des analyses psychiatriques. Harley arrivera à le convaincre que les problèmes terriens ne sont pas à sa hauteur et le poussera à quitter la planète.
Ce dernier part alors défier Darkseid lui-même.

### P'tit Lobo et Slobo
Entre 2000 et 2001, Peter David introduit dans sa série Young Justice le personnage de P'tit Lobo qui est en fait Lobo transformé en adolescent. Il arrête le personnage à la demande de la DC car Lobo doit redevenir adulte pour la série Lobo Unbound. Il crée par la suite Slobo, un clone raté de P'tit Lobo, personnage qui est finalement détruit par Darkseid en 2003.

### Traductions
- Le Dernier Czarnien (Comics USA, 1992)
- Le Noël de Lobo (Comics USA, 1992)
- Lobo frappe encore (Comics USA, 1993)
- Spécial DC n°1 : Lobo/The Mask (Semic, 1997)
- DC vs Marvel n°14 : Lobo the Duck (Semic, 1998)
- Batman hors-série n°15 : Batman/Lobo (Semic, 2000)
- Batman/Lobo : Menace fatale (Panini Comics, 2008)
- Lobo / The Authority : Le Cahier spécial vacances (Panini Comics, 2011)

## Autres médias

### Télévision
- Superman, l'Ange de Metropolis (Superman, Alan Burnett, Paul Dini, Bruce Timm, 1996-2000) avec la voix de Brad Garrett (VF : Pascal Renwick)
- La Ligue des justiciers (Justice League puis Justice League Unlimited, 91 épisodes, Paul Dini, Bruce Timm, 2001-2006) avec la voix de Brad Garrett (VF : Marc Alfos)
- Lobo fait aussi une apparition dans des dessins animés des aventures de Superman/Batman de la Warner.
- Young Justice (Saison 2 et 3) avec la voix de David Sobolov (VF : Marc Alfos puis Frédéric Souterelle)
- Une mini-série en flash de 14 épisodes a été créée par le même studio, disponible uniquement sur internet. Cependant la Warner s'empresse par la suite de la supprimer de son site pour des raisons non précisées, probablement l'omniprésence de la violence dans cette série. On ne peut actuellement se la procurer que sur certains sites de fans.
- The Lobo Paramilitary Christmas Special, a été réalisé par Scott Leberecht, avec Andrew Bryniarski dans le rôle de Lobo.
- Krypton (Saison 2) : Lobo est interprété par Emmett J. Scanlan.

### Cinéma
Il devait être présent en caméo dans le long métrage Supergirl de Craig Gillespie prévu pour 2026.

### Film d'animation
Il est présent dans Superman : L'Homme de demain (Superman: Man of Tomorrow, 2020) de Chris Palmer. Et réapparaît dans Justice League: Warworld (2023), situé dans le même univers narratif.

### Jeux vidéo
- Lobo a été annoncé le 29 avril 2013 par Ed Boon - directeur créatif chez NetherRealm - comme personnage bonus à l'achat du DLC (Contenu téléchargeable) prévu le 7 mai pour le jeu Injustice : Les Dieux sont parmi nous. Il rejoindra ainsi Batman, Superman, Wonder Woman, Le Joker.
- En 1996, Lobo était censé être le personnage principal d'un jeu de combat (vs fighting) en 2D sur Super Nintendo et Mega Drive. Ce titre aurait dû être édité par Ocean mais ces derniers ont annulé sa sortie officielle au dernier moment. En fouillant sur le web, on peut trouver des prototypes du jeu.
- On peut aussi trouver Lobo comme personnage à débloquer dans Lego Batman 3 : Au-delà de Gotham.
- Dans LEGO DC Super Vilains, Lobo est le narrateur des niveaux bonus, rôle que tenaient Deadpool dans LEGO Marvel Super Heroes et Gwenpool dans LEGO Marvel Super Heroes 2.